# Ледяной (фильм)
«Ледяной» (англ. The Iceman) — американский художественный фильм, поставленный израильским режиссёром Ариэлем Вроменом. Фильм основан на истории жизни киллера и серийного убийцы Ричарда Куклински. Премьера состоялась на Венецианском кинофестивале 30 августа 2012 года.
Криминальный биографический боевик проливает свет на историю о наёмном убийце, сумевшем долгое время параллельно вести две абсолютно взаимоисключающие жизни: с одной стороны он жестокий киллер, с другой — образцовый семьянин.
За 20 лет Куклински убил сотни человек и прославился под прозвищем «Ледяной» за то, что замораживал трупы своих жертв в промышленных рефрижераторах, чтобы полиция не смогла определить настоящее время убийства.

## Сюжет
29 апреля 1964 года в кафе в Джерси-Сити Ричард Куклински встречается с Деброй Пелликотти. Куклински рассказывает, что занимается дубляжом диснеевских мультфильмов, хотя настоящая работа Риччи — производство порнофильмов.
Через год Дебра — уже жена Куклински, и у них родилась первая дочка, Аннабель. Однако дела с бизнесом идут неважно. Криминальный босс Рой ДеМео, которому принадлежит студия, принял решение закрыть бизнес. Впечатлённый хладнокровием Риччи в опасных ситуациях, ДеМео предлагает ему застрелить бомжа, который постучался в его машину. До этого Риччи перерезал горло парню, который в баре плохо отозвался о его будущей жене. Вот и в этот раз Риччи спокойно убивает бомжа, перед этим перекинувшись с ним парой слов.
ДеМео даёт Риччи работу киллера, и тот совершает около дюжины убийств в разных жанрах.
Однажды Рой посылает Риччи убить Марти Фримена. Выполнив работу, Риччи находит в квартире Марти полуобнажённую семнадцатилетнюю девушку, которую выводит из здания и отпускает. В коридоре он встречается с другим убийцей, «мистером Фриззи», которого Рой также послал убить Марти, для «подстраховки». Фриззи в своём фургоне мороженщика преследует девушку, ставшую свидетелем, но Риччи наставляет на него пистолет и требует прекратить преследование.
Рой недоволен тем, что Риччи оставил в живых свидетеля и приказывает Риччи отойти от дел. Для него это трагедия, поскольку ему нужно содержать семью с двумя детьми, а никакой другой работы у него нет.
В этот сложный жизненный период ему звонит из федеральной тюрьмы Трентон его младший брат Джоуи, отбывающий заключение за изнасилование и убийство двенадцатилетней девочки. Риччи посещает брата, с которым не виделся 11 лет. Джоуи удивлён тем, что у Риччи семья и дети. Он напоминает брату несколько эпизодов из прошлого, в которых тот проявлял жестокость (привязывал собак к поезду, проломил череп некому Фрэнку), а также то, как отец избивал Риччи ремнём в детстве, отсчитывая удары на польском. Джоуи просит дать ему денег на адвоката, но Риччи говорит, что у него нет денег, да и адвокат не вызволит Джоуи из тюрьмы. Разозлённый Джоуи посылает брату проклятья и предсказывает, что в конце концов тот окажется в этой же тюрьме.
Однажды на улице Риччи видит фургончик «мистера Фриззи». Отвлёкшись от дороги, он врезается в стоящую на светофоре машину. Разозлённый оскорблениями в адрес его семьи, Риччи преследует обидчика, выезжая на «встречку». Жена и дочки шокированы такой неожиданной вспышкой гнева.
Риччи находит «мистера Фриззи», объясняет ему свою непростую ситуацию и предлагает работать вместе. Киллер соглашается. Он объясняет, что предпочитает убивать с помощью ядов, в частности, цианистый калий, а трупы замораживает и хранит порой по нескольку лет, чтобы скрыть следы преступлений.
Один из первых совместных «заказов» поступает от Леонарда Маркса, представителя итальянской мафии, который обещает 50 тысяч долларов за убийство ближайших соратников ДеМео. «Мистер Фриззи» и Риччи убивают Микки Сисоли в ночном клубе с помощью цианида. Однако на выходе из клуба Риччи сталкивается со своим приятелем Терри, который в итоге невольно выдаёт его ДеМео.
Босс мафии угрожает Риччи расправой, заявившись к нему домой в день рождения дочери. Меж тем заказчик отказывается выплатить полную сумму, мотивируя это тем, что случайная смерть больше не выглядит случайной и что ДеМео обо всём догадался.
Риччи встречается с Марксом, требует обещанных денег и в приступе ярости убивает «заказчика». В тот же вечер он узнает, что его дочь Аннабель сбила машина. Риччи подозревает в этом «мистера Фриззи». Встретившись с бывшим партнёром, он убивает его.
Следующая цель Риччи — ДеМео, однако у него нет цианида. В поисках яда он выходит на представителя итальянской мафии, который в итоге оказывается агентом ФБР и «сдаёт» его полиции.
На суде жена и дети шокированы тем, что узнали о Риччи. В финальном монологе Куклински говорит, что не жалеет ни о чём, кроме одного — того, что причинил боль своей семье.

## В ролях
| Актёр             | Роль                           |
| ----------------- | ------------------------------ |
| Майкл Шэннон      | Ричард Куклински               |
| Вайнона Райдер    | Дебра Куклински                |
| Крис Эванс        | Роберт Прондж («Мистер Фризи») |
| Рэй Лиотта        | Рой ДеМео                      |
| Джей Джанноне     | Доминик Провенцано             |
| Джеймс Франко     | Марти Фримен                   |
| Стивен Дорфф      | Джоуи Куклински                |
| Дэвид Швиммер     | Джош Розенталь                 |
| Маккейли Миллер   | Анабель Куклински              |
| Роберт Дави       | Леонард Меркс                  |
| Джон Вентимилья   | Микки Сисоли                   |
| Катажина Волейнио | Роми                           |

## Производство
В ходе производства актёрский состав претерпел ряд изменений: роль мафиозо Роя ДеМео, доставшаяся Рэю Лиотте, предназначалась Бенисио дель Торо, на роль Мистера Фризи, которую исполнил Крис Эванс, рассматривался Джеймс Франко, а на роль Дебры Куклински, сыгранную в фильме Вайноной Райдер, изначально была утверждена Мэгги Джилленхол.
Начало съёмок было запланировано на январь 2012 года.